# Euglypta schaueri
Euglypta schaueri är en skalbaggsart som beskrevs av Paul Norbert Schürhoff 1933. Euglypta schaueri ingår i släktet Euglypta och familjen Cetoniidae. Inga underarter finns listade i Catalogue of Life.